# Are You Lonesome Tonight? (bài hát)
"Are You Lonesome Tonight?" là một bài hát được Roy Turk và Lou Handman sáng tác vào năm 1926. Nó được ghi lại nhiều lần vào năm 1927 bởi Charles Hart, với các phiên bản thành công của Vaughn De Leath, Henry Burr, và phiên bản song ca của Jerry Macy và John Ryan. Vào năm 1950, phiên bản hòa tấu của Blue Barron đã lọt vào top 20 trên bảng xếp hạng Pop Singles của Billboard.
Vào tháng 4 năm 1960, sau hai năm phục vụ của Elvis Presley trong Quân đội Hoa Kỳ, ông đã thu âm bài hát này theo gợi ý của người quản lý Đại tá Tom Parker; "Are You Lonesome Tonight?" là bài hát yêu thích của vợ của Parker, Marie Mott. Bản thu âm của Presley đã bị các giám đốc điều hành của Victor Victor, người nghĩ rằng bài hát không phù hợp với phong cách mới (và phong cách công chúng) của Presley, trì hoãn phát hành. Khi "Are You Lonesome Tonight?" được phát hành vào tháng 11 năm 1960, nó trở thành một bài hát thành công ngay lập tức ở Mỹ, đứng đầu bảng xếp hạng Pop Singles của Billboard và đạt vị trí thứ ba trên bảng xếp hạng R&amp;B. Một tháng sau khi phát hành bài hát, nó đã đứng đầu Bảng xếp hạng đĩa đơn của Anh. Phiên bản của Presley đã được Hiệp hội Công nghiệp ghi âm Hoa Kỳ chứng nhận cho Giải thưởng đĩa vàng cho 1.000.000 bản được bán tại Hoa Kỳ vào năm 1983. Nó đã được RIAA nâng cấp lên Giải thưởng Đĩa 2xPlatinum cho doanh số đạt 2.000.000 vào năm 1992.
"Are You Lonesome Tonight?" sau đó đã được một số nghệ sĩ khác thu âm lại, với các phiên bản của Donny Osmond và Merle Haggard trở thành các bài hát top 20 hit hàng đầu trên bảng xếp hạng nhạc pop và quốc gia tương ứng. Billboard xếp hạng "Are You Lonesome Tonight?" đứng thứ 81 trong danh sách "100 bài hát hay nhất mọi thời đại" năm 2008.